# Dollaro neozelandese
Il dollaro neozelandese è la valuta ufficiale della Nuova Zelanda e delle Isole Cook. Venne introdotto nel 1967 per sostituire la sterlina neozelandese, e passare al sistema decimale. Il codice ISO 4217 è NZD viene anche abbreviato con NZ$.
Il dollaro neozelandese è suddiviso in 100 cent. La valuta è disponibile in monete e banconote. Le denominazioni disponibili sono, in ordine decrescente:
- 100 dollari – banconota
- 50 dollari – banconota
- 20 dollari – banconota
- 10 dollari – banconota
- 5 dollari – banconota
- 2 dollari – moneta
- 1 dollari – moneta
- 50 cent – moneta
- 20 cent – moneta
- 10 cent – moneta
- 5 cent – moneta

## Monete e banconote

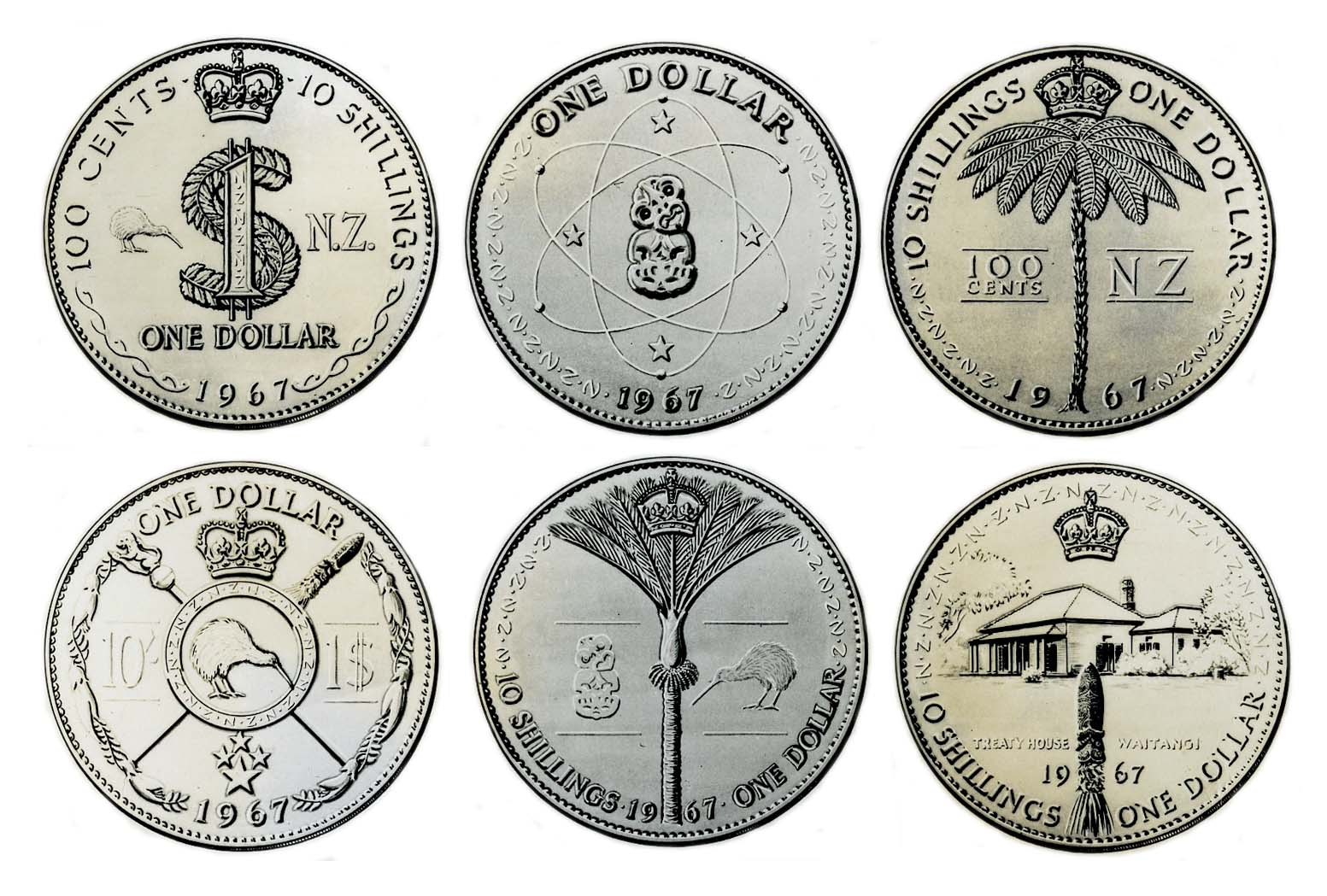
Modifica Sergente

Prima del 30 aprile 1990 erano in circolazione anche monete da 1 e 2 centesimi, che vennero ritirate suscitando qualche controversia. Ad ogni modo, le moderne transazioni (carte di credito, assegni, ecc.) non richiedono necessariamente importi multipli di 5 cent, e i neozelandesi si sono adattati rapidamente al cambio.
La mancanza di monete da 1 e 2 cent implica che i pagamenti in contanti vengono arrotondati ai 5 cent più vicini.
Le banconote neozelandesi, dal 1999, vengono stampate su polimero plastico invece che su carta convenzionale.
Tra i principali vantaggi del nuovo materiale figurano la difficoltà di contraffazione e la resistenza all'acqua.